# Los Campanarios I
Los Campanarios I está enclavado en el Macizo Central de los Picos de Europa o macizo de los Urrieles, en Asturias.